# National Catholic Register
De National Catholic Register (NCR) is een Amerikaanse katholieke krant van EWTN.
Het is de oudste nationale katholieke krant in de Verenigde Staten en werd opgericht op 8 november 1927 door Mgr. Matthew J. Smith als de nationale editie van de Denver Catholic Register. De krant bericht over de Verenigde Staten, het Vaticaan en de wereld, over onderwerpen als cultuur, onderwijs, boeken, kunst en entertainment.
Tom Wehner is sinds 2009 bestuursredacteur. Jeanette Demelo werd hoofdredactrice in 2012.